# Conaing Begeglach
Conaing Begeglach (staroirl.: Conaing Beageaglach; Conaing Nieustraszony) – legendarny zwierzchni król Irlandii z dynastii Milezjan (linia Eremona) razem z bratem Eochaidem VI Fiadmuinem w latach 430-425 p.n.e. oraz samodzielnie w latach 421-414 p.n.e. Syn Conglala Cosgaracha, wnuka Muiredacha I Bolgracha, zwierzchniego króla Irlandii. 
Otrzymał przydomek, Begeglach, ponieważ nigdy nie owładnęła nim obawa przed żadną osobą. Objął zwierzchni tron irlandzki wraz z bratem w wyniku zabójstwa arcykróla oraz brata przyrodniego z tej samej matki, Eochaida V Uairchesa. Po podziale Irlandii, otrzymał północną część wyspy. Lugaid Laimderg, po pięciu latach, zemścił się za śmierć swego ojca Eochaida V, zabijając Eochaida VI Fiadmuine oraz usuwając Conainga z tronu. Według Lebor Gabála Érenn („Księga najazdów Irlandii”) ten miał jednak zachować władzę nad północną częścią kraju, zaś Lugaid II miał rządzić tylko na południu. Natomiast Roczniki Czterech Mistrzów podały, że ten objął całą zwierzchnią władzę nad Irlandią. Conaing, po czterech lub siedmiu latach, zabił Lugaida II, odzyskując dla siebie zwierzchni tron. Rządził samodzielnie przez siedem, dziesięć lub dwadzieścia lat, gdy został zabity i zastąpiony na tronie przez Arta II, syna Lugaida II.     